# Charlie Conacher

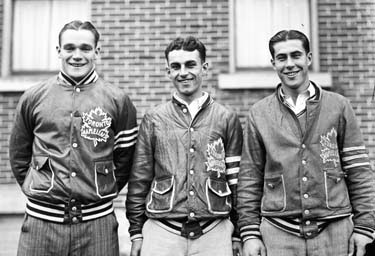
Toronto Maple Leafs "The Kid Line" med Charlie Conacher, Joe Primeau och Busher Jackson.

Charles William Conacher, Sr., född 20 december 1909 i Toronto, Ontario, död 30 december 1967 i Toronto, var en kanadensisk professionell ishockeyspelare. Conacher spelade i NHL från 1929 till 1941 för Toronto Maple Leafs, Detroit Red Wings och New York Americans. Från 1947 till 1950 var han tränare för Chicago Black Hawks.
Charlie Conacher gjorde flest mål i NHL fem säsonger och vann poängligan två gånger. 1932 vann han Stanley Cup med Toronto Maple Leafs.
Conacher valdes in i Hockey Hall of Fame 1961.

## NHL

### Toronto Maple Leafs
Charlie Conacher skrev på som free agent för Toronto Maple Leafs 1929 efter att ha varit framgångsrik som junior för Toronto Marlboros i OHA och Memorial Cup. Första säsongen i Maple Leafs, 1929–30, gjorde han 20 mål och 9 assists för 29 poäng på 38 matcher.
Conacher skulle snabbt etablera sig som en stjärnspelare i NHL och gjorde flest mål i ligan under sin andra och tredje säsong. Tredje säsongen, 1931–32, var han även med om att vinna Stanley Cup efter det att Maple Leafs besegrat New York Rangers i finalen med 3-0 i matcher.
Efter ett mellanår 1932–33 med 33 poäng på 40 matcher kom Conacher tillbaka i stor stil de två följande säsongerna, 1933–34 och 1934–35, då han gjorde flest mål och poäng av alla spelare i ligan. 
Efter två skadefyllda år i Maple Leafs såldes Conacher till Detroit Red Wings i oktober 1938.

### Detroit Red Wings
Charlie Conacher spelade en säsong i Detroit Red Wings, 1938–39, och gjorde 23 poäng på 40 matcher. I slutspelet 1939 gjorde Conacher 7 poäng på 5 matcher då Red Wings föll i semifinalen mot hans gamla lag Toronto Maple Leafs. 
Conacher spelarrättigheter återföll hans gamla lag Toronto Maple Leafs den 1 juli 1939. 22 september 1939 bytte Maple Leafs bort honom till New York Americans.

### New York Americans
Conacher spelade två säsonger i New York Americans och gjorde 17 mål och 34 assists för totalt 51 poäng på 93 grundseriematcher mellan 1939 och 1941. Han gjorde även två poäng på tre matcher för Americans i slutspelet 1940.

## Statistik
| 1929–30    | Toronto Maple Leafs | NHL        | 38  | 20  | 9   | 29  | 48  | —  | —  | —  | —  | —  |
| 1930–31    | Toronto Maple Leafs | NHL        | 37  | 31  | 12  | 43  | 78  | 2  | 0  | 1  | 1  | 0  |
| 1931–32    | Toronto Maple Leafs | NHL        | 44  | 34  | 14  | 48  | 66  | 7  | 6  | 2  | 8  | 6  |
| 1932–33    | Toronto Maple Leafs | NHL        | 40  | 14  | 19  | 33  | 64  | 9  | 1  | 1  | 2  | 10 |
| 1933–34    | Toronto Maple Leafs | NHL        | 42  | 32  | 20  | 52  | 38  | 5  | 3  | 2  | 5  | 0  |
| 1934–35    | Toronto Maple Leafs | NHL        | 47  | 36  | 21  | 57  | 24  | 7  | 1  | 4  | 5  | 6  |
| 1935–36    | Toronto Maple Leafs | NHL        | 44  | 23  | 15  | 38  | 74  | 9  | 3  | 2  | 5  | 12 |
| 1936–37    | Toronto Maple Leafs | NHL        | 15  | 3   | 5   | 8   | 13  | 2  | 0  | 0  | 0  | 5  |
| 1937–38    | Toronto Maple Leafs | NHL        | 19  | 7   | 9   | 16  | 6   | —  | —  | —  | —  | —  |
| 1938–39    | Detroit Red Wings   | NHL        | 40  | 8   | 15  | 23  | 39  | 5  | 2  | 5  | 7  | 2  |
| 1939–40    | New York Americans  | NHL        | 47  | 10  | 18  | 28  | 41  | 3  | 1  | 1  | 2  | 8  |
| 1940–41    | New York Americans  | NHL        | 46  | 7   | 16  | 23  | 32  | —  | —  | —  | —  | —  |
| NHL totalt | NHL totalt          | NHL totalt | 459 | 225 | 173 | 398 | 523 | 49 | 17 | 18 | 35 | 49 |

## Meriter
- Vinnare av NHL:s poängliga – 1933–34 och 1934–35
- Vinnare av NHL:s målliga – 1930–31, 1931–32, 1933–34, 1934–35 och 1935–36
- NHL First All-Star Team – 1933–34, 1934–35 och 1935–36
- NHL Second All-Star Team – 1931–32 och 1932–33

## Familj
Charlie Conacher kom från en idrottsfamilj. Hans äldre bror Lionel Conacher spelade i NHL för Pittsburgh Pirates, New York Americans, Montreal Maroons och Chicago Black Hawks. Lionel Conacher var dessutom framstående i kanadensisk fotboll för Toronto Argonauts och i baseboll för Toronto Maple Leafs. Charlie Conachers yngre bror Roy Conacher spelade i NHL för Boston Bruins, Detroit Red Wings och Chicago Black Hawks.